# Ichiboku-zukuri
Ichiboku-zukuri (一木造), ichibokuchou (一木彫) o ichiboku chousei (一木彫成) es una técnica escultórica japonesa en madera característica del período Heian temprano (794-1185), donde la parte principal de una estatua (cabeza y torso) está tallada de un solo bloque.
El término se usa incluso si partes como las manos, los brazos o las rodillas de una figura sentada, se hacen por separado y posteriormente se unen al cuerpo principal de un solo bloque. En muchos casos, sin embargo, las extremidades o una parte o todo el pedestal pueden estar tallados en el mismo bloque.
Ichiboku-zukuri es la técnica más sencilla para tallar imágenes y para aligerar su peso y evitar que la madera se agriete con los cambios de humedad y temperatura, se suele cincelar una cavidad en el centro de la estatua.

## Historia

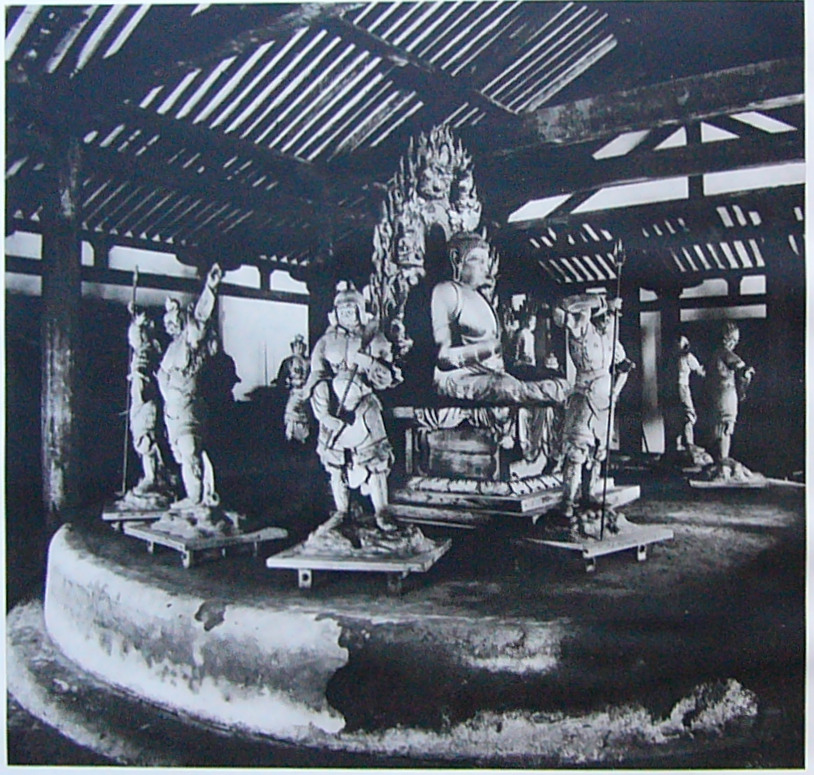
Yakushi Nyorai rodeado de los Doce Generales Celestiales.

Probablemente, la técnica ichiboku-zukuri estuvo influida en sus principios del siglo VIII por la escultura india de sándalo, que se extendió también a China. Existen ejemplos japoneses de varios periodos, principalmente hasta el siglo XII. Sin embargo, al desarrollarse otras técnicas escultóricas en madera y laqueados, principalmente la yosegi-zukuri, hará que vaya decayendo ya en el siglo XI.
Entre los ejemplos más significativos se encuentra la estatua de Yakushi Nyorai del templo de Shin-Yakushi-ji de finales del siglo VIII, que procede de un solo árbol Hinoki y al que no se le ha aplicado ni pintura ni laca a la madera, excepto un poco de color para indicar rasgos faciales. También la de Juuichimen Kannon del templo Hōki-ji, de finales del siglo IX en la prefectura de Nara.
Por la creencia japonesa hacia los espíritus que se pensaba animaban a grandes árboles, al materializarlos en madera maciza, representaban la fuerza elemental de los bosques que rodeaban los centros urbanos.